# Vuelta a España 1983
La Vuelta a España 1983 fue la 38.ª edición de la Vuelta Ciclista a España. Se disputó del 19 de abril al 8 de mayo de 1983, con un recorrido de 3399 km dividido en un prólogo y 19 etapas, una de ellas doble, con inicio en Almusafes y final en Madrid.
Participaron 100 corredores repartidos en diez equipos, de los que únicamente 59 lograron finalizar la prueba.
El vencedor fue el francés Bernard Hinault, quien cubrió el recorrido a una velocidad media de 35,98 km/h, y conquistó así su segunda Vuelta a España en dos participaciones. El esfuerzo realizado por Hinault le supuso sacrificar su participación en el Tour de Francia 1983, debido al cansancio y a la recaída de una lesión. En el podio, le acompañaron los españoles Marino Lejarreta y Alberto Fernández, segundo y tercero respectivamente.
Además de Hinault y sus jóvenes compañeros en el equipo Renault, Laurent Fignon y Greg LeMond, las otras grandes estrellas internacionales que acudieron a la Vuelta de 1983 fueron el campeón del mundo en ruta, el italiano Giuseppe Saronni, y el excampeón, el neerlandés Hennie Kuiper. Entre la participación española, destacaron los consagrados Marino Lejarreta, Alberto Fernández y Álvaro Pino, además de una generación emergente comandada por  Julián Gorospe y Pedro Delgado.
La participación y el atractivo recorrido lograron que la Vuelta de 1983 fuera considerada el resurgimiento de la ronda española, y en algunos ámbitos como su edición más espectacular. A ello colaboró la especial cobertura que realizó Televisión Española, que por primera vez en su historia retransmitió en directo todos los finales de etapa, y también el tema musical utilizado como fondo, la pegadiza canción «No tengo tiempo» del grupo Azul y Negro, que se convirtió en un éxito inmediato.

## Contexto
La Vuelta a España sufría una grave crisis a finales de los años 1970, y su expectación fue decayendo durante esta época. En 1979 el organizador principal, el diario El Correo Español-El Pueblo Vasco renunció a su organización, y la celebración del evento estuvo a punto de suspenderse, pero Luis Puig, presidente de la Federación Española de Ciclismo, consiguió su continuidad con la organización por parte de Unipublic y el patrocinio de la firma textil Lois. A partir de 1981, Caja Postal se convirtió en patrocinador principal de la Vuelta.
Todo ello provocó una ausencia prolongada de las principales figuras mundiales, lo que contribuyó aún más a su declive. A ello se unió el escándalo del dopaje, que en la edición de 1982 provocó la descalificación de cuatro corredores, entre ellos dos de los tres primeros clasificados de la carrera, Ángel Arroyo y Alberto Fernández, además de Pedro Muñoz y Vicente Belda.

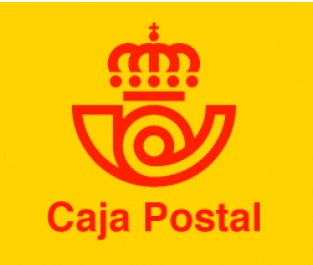
Caja Postal se convirtió en 1981 en patrocinador principal de la Vuelta a España, por lo que su logo aparecía en el maillot amarillo de la carrera, cuya clasificación general patrocinaba con el nombre genérico de Gran Premio Caja Postal.

Para 1983, Unipublic consiguió la participación de dos de las figuras más emblemáticas del panorama mundial, el francés Bernard Hinault, que ya había ganado la edición de 1978, y el italiano Giuseppe Saronni. Aunque en principio se especuló con la posibilidad de que ambos ciclistas correrían la Vuelta con la intención de preparar su participación en el Tour de Francia y el Giro de Italia respectivamente, Hinault se encargó de aclarar a la prensa que se presentaba en la carrera con el objetivo de ganarla. La organización pagó ocho millones de pesetas al ciclista bretón por su participación en el evento.
Así, la carrera se planteó con un presupuesto de 95 millones de pesetas, un 30% más que el año anterior, y una participación de alto nivel, lo que unido a la cobertura llevada a cabo por Televisión Española, despertó una expectación inusual entre los aficionados. Fue también la primera edición en que la competición fue acompañada por una caravana publicitaria que amenizaba los finales de etapa y la ceremonia de entrega de premios.
La Vuelta repartió 5 878 800 pesetas en premios entre los participantes, de los que 1 692 000 constituían el premio para el vencedor absoluto y 2 463 000 se repartieron entre los vencedores de etapa. El resto eran dotaciones para los premios menores. El patrocinador principal de la prueba continuó siendo Caja Postal, que durante 1983 destinó unos 60 millones de pesetas a competiciones ciclistas, siendo la Vuelta su principal apuesta.

## Recorrido

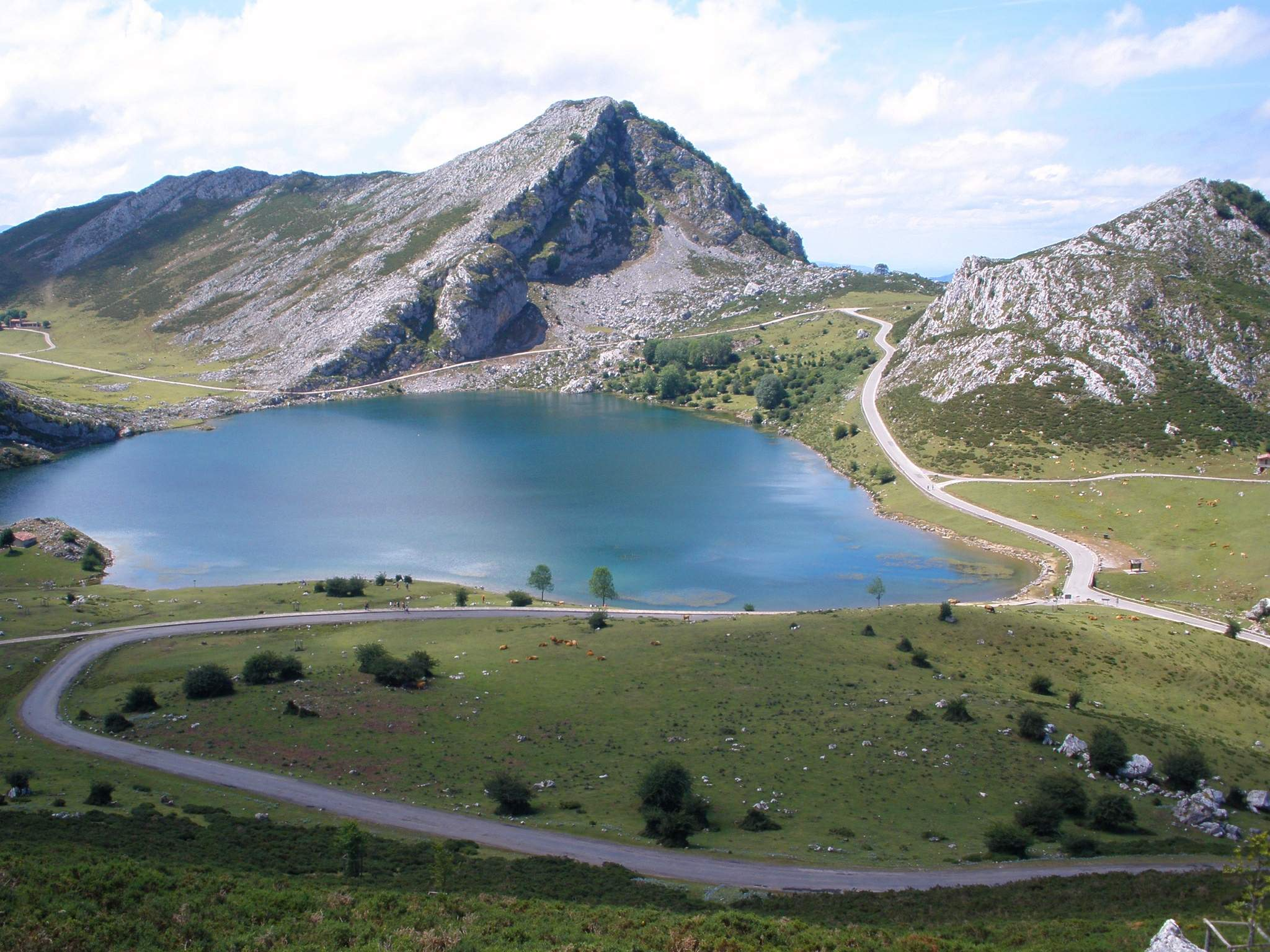
La Vuelta de 1983 fue la primera que incluyó en su recorrido una llegada a los Lagos de Covadonga, en Asturias, que se convirtió en un puerto mítico de la ronda española. La similitud fonética del nombre del Lago Enol con el del campeón francés Bernard Hinault propició un célebre juego de palabras por el que esta llegada fue bautizada como los Lagos de Hinault.

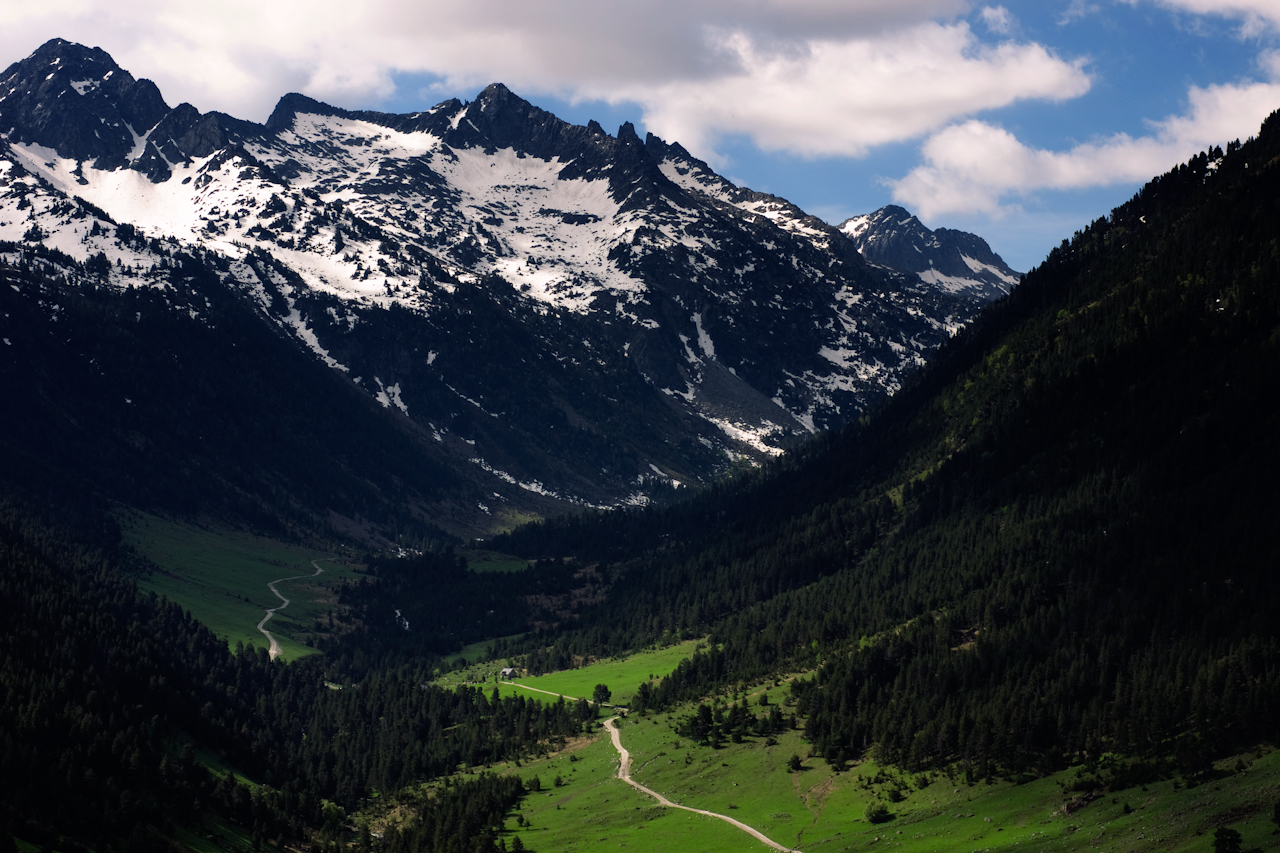
El puerto de la Bonaigua, en el Pirineo leridano, se convirtió en el techo de la Vuelta de 1983 con sus Su paso se produjo en la dura 6.ª etapa, y Alberto Fernández fue el primer ciclista en cruzar la cima.

La organización diseñó un recorrido de 3399 km que transcurría (excepto las dos primeras etapas) casi íntegramente por el norte de España, con la intención de aprovechar las dificultades montañosas que planteaban los Pirineos, la Cordillera Cantábrica y el Sistema Central. En total, se ascendió a 38 puertos de montaña, de los cuales 12 fueron considerados de Primera categoría, 7 de Segunda categoría y 19 de Tercera. El director técnico de la Vuelta, el exciclista Ramón Mendiburu, señaló que se pretendió «aumentar la dureza con respecto a anteriores ediciones para buscar una mayor lucha».
Uno de los finales de etapa inéditos lo constituyó el ascenso a los Lagos de Covadonga, a 1135 m s. n. m., una espectacular ascensión de 14 km desde el Santuario de Covadonga con un desnivel de 974 m que se convirtió en una de las etapas clásicas en posteriores ediciones de la Vuelta. Los puertos de mayor altitud a los que ascendió la carrera fueron La Bonaigua (2072 m s. n. m.), Peñanegra (1909 m s. n. m.), Navacerrada (1880 m s. n. m.), La Morcuera (1796 m s. n. m.) y El Cantó (1725 m s. n. m.).
El presidente de la federación, Luis Puig, señaló que esta concentración de etapas en la zona norte del país se debía a la necesidad de diseñar un recorrido montañoso atractivo que redundaría en el interés de la carrera. Asimismo, aseguró que el año siguiente la Vuelta comenzaría en Málaga, con más protagonismo para Andalucía y otras regiones del sur.

## Retransmisión
La de 1983 fue la primera edición de la Vuelta cuyos finales de etapa fueron retransmitidos íntegramente en directo por Televisión Española. Los comentarios corrieron a cargo de Antolín García, Ángel María de Pablos y Emilio Tamargo, quien además comentaba un resumen nocturno de cada etapa.
El despliegue de TVE incluyó un equipo de 120 personas, dos unidades móviles propias y otra contratada a una televisión francesa, y más de 20 vehículos que incluían automóviles, motocicletas y un helicóptero para la cobertura de las etapas. La retransmisión llevada a cabo por la cadena pública durante esta Vuelta fue considerada un revulsivo para la popularidad de la prueba. Además de convertir la carrera en un espectáculo televisivo, se estimó que las audiencias aumentaron considerablemente durante las retransmisiones.

### Tema musical
El tema musical de la Vuelta fue encomendado por Televisión Española al dúo de tecno-pop Azul y Negro, considerado pionero del género en España, y que ya había compuesto el tema de la Vuelta a España 1982. La canción elegida fue «No tengo tiempo», que se convirtió en un gran éxito y fue rápidamente asociada con la carrera ciclista. «No tengo tiempo» alcanzó la categoría de superventas, y permaneció durante 21 semanas como el sencillo más vendido en España. Además, el 18 de junio de 1983, se convirtió en número uno de la lista de éxitos de Los 40 Principales.

## Participantes
100 corredores tomaron la salida, divididos en 10 equipos, cuyas nacionalidades eran las siguientes:
| - España: 49 - Bélgica: 20 - Italia: 13 - Francia: 8 - Países Bajos: 5 | - Alemania: 2 - Australia: 1 - Luxemburgo: 1 - Estados Unidos: 1 |

A continuación se detallan los equipos participantes, junto con su líder y el director técnico del mismo: 
| Equipo             | Jefe de filas       | Director                 |
| ------------------ | ------------------- | ------------------------ |
| Alfa Lum           | Marino Lejarreta    | Primo Franchini          |
| Aernoudt-Rossin    | Hennie Kuiper       | Fred De Bruyne           |
| Boule D'Or         | Roger De Cnijf      | Guillaume Driessens      |
| Del Tongo          | Giuseppe Saronni    | Pietro Algeri            |
| Hueso              | Jesús Suárez Cuevas | Miguel Moreno            |
| Kelme              | Vicente Belda       | Rafael Carrasco          |
| Renault-Elf-Gitane | Bernard Hinault     | Cyrille Guimard          |
| Reynolds           | Ángel Arroyo        | José Miguel Echavarri    |
| Teka               | Reimund Dietzen     | José A. González Linares |
| Zor                | Alberto Fernández   | Javier Mínguez           |

## Desarrollo

### Primeras etapas

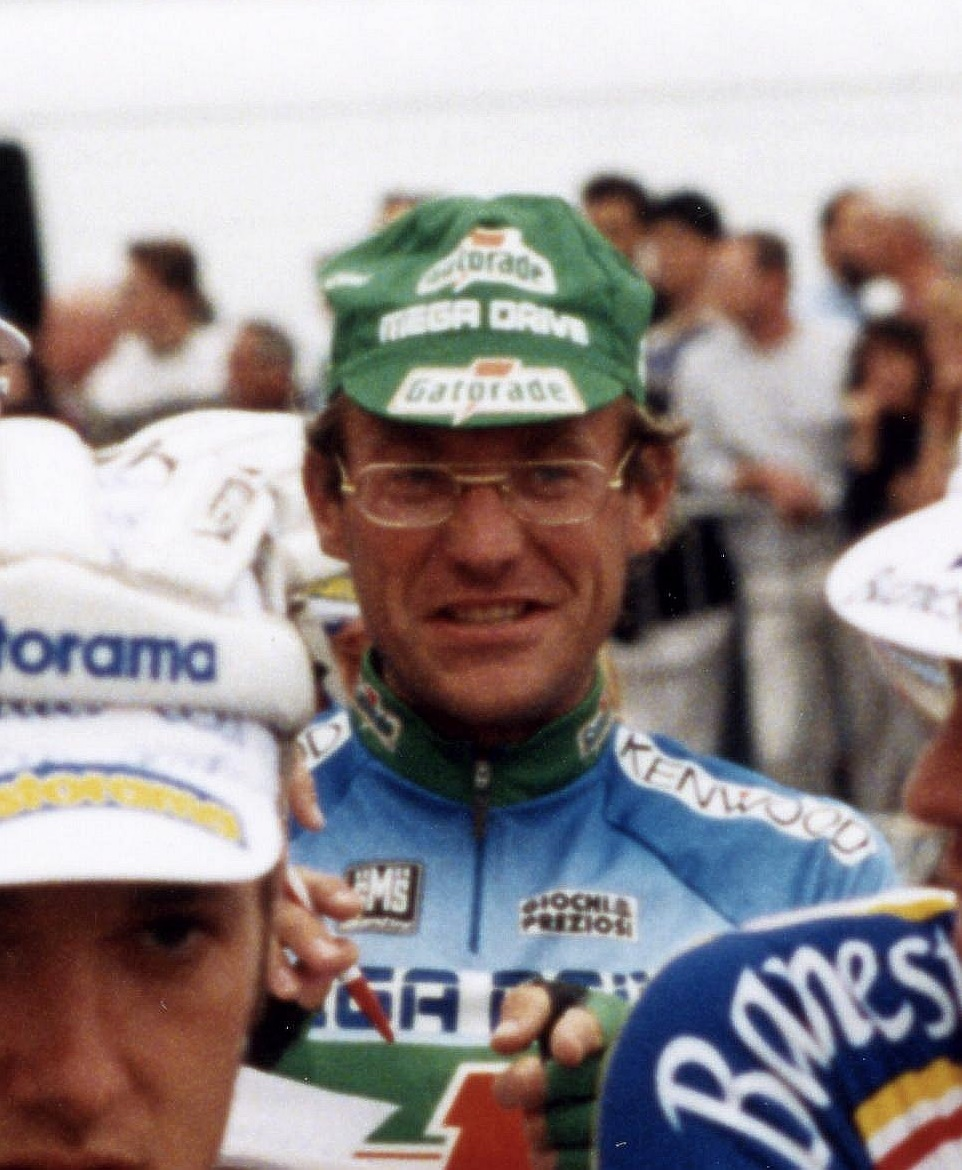
Laurent Fignon llegó a la Vuelta con solo 22 años y la misión de ayudar a Hinault en las etapas de montaña. El parisino contribuyó con su jefe de filas, especialmente en la etapa decisiva de Ávila, y finalizó la carrera en la 7.ª posición, completando su gran actuación con una victoria de etapa.

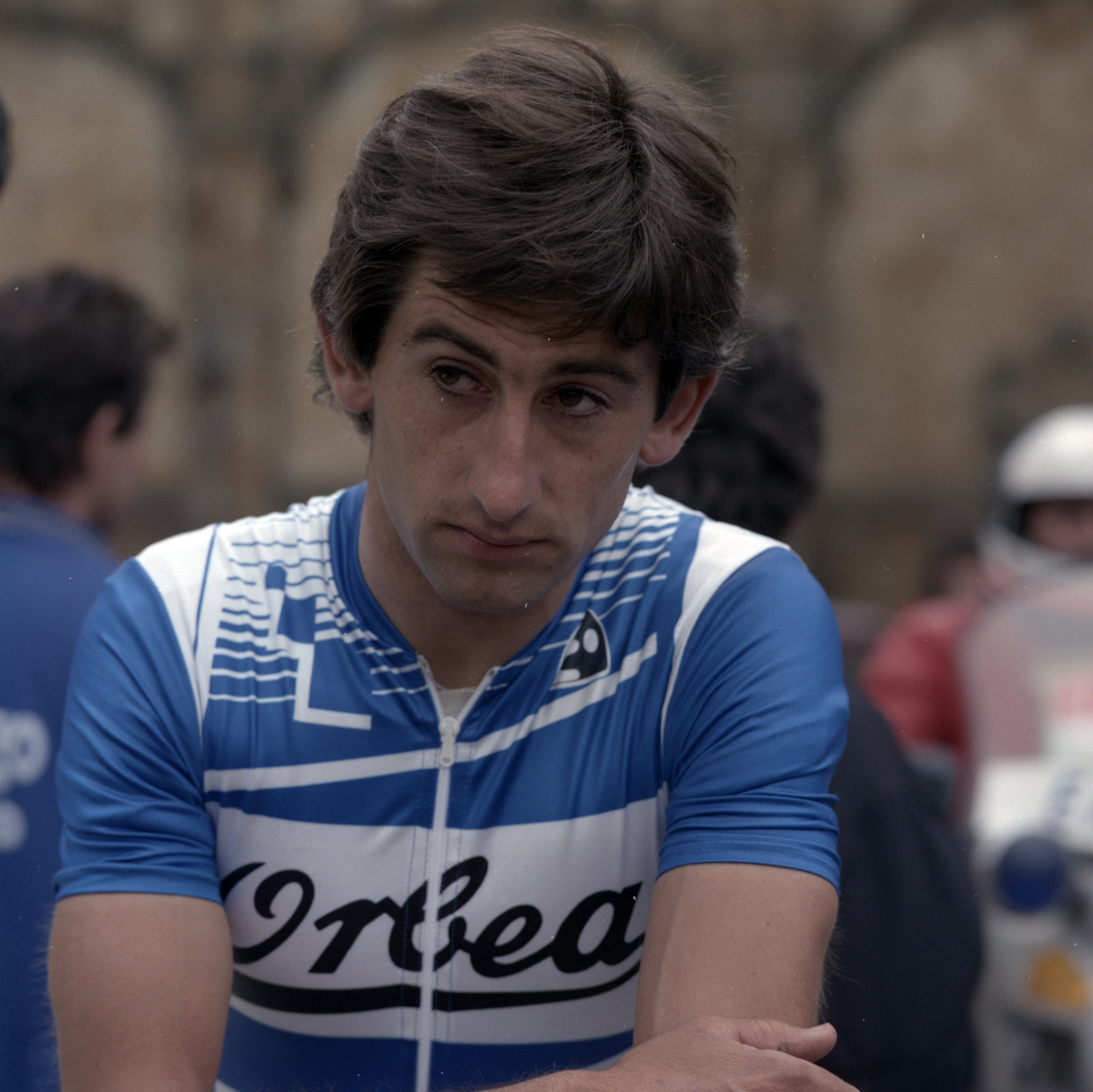
Marino Lejarreta se situó como segundo clasificado en la Vuelta de 1983. El ciclista de Bérriz logró además el triunfo en tres etapas, todas ellas con finales en alto, lo que le confirmó como uno de los mejores escaladores del momento.

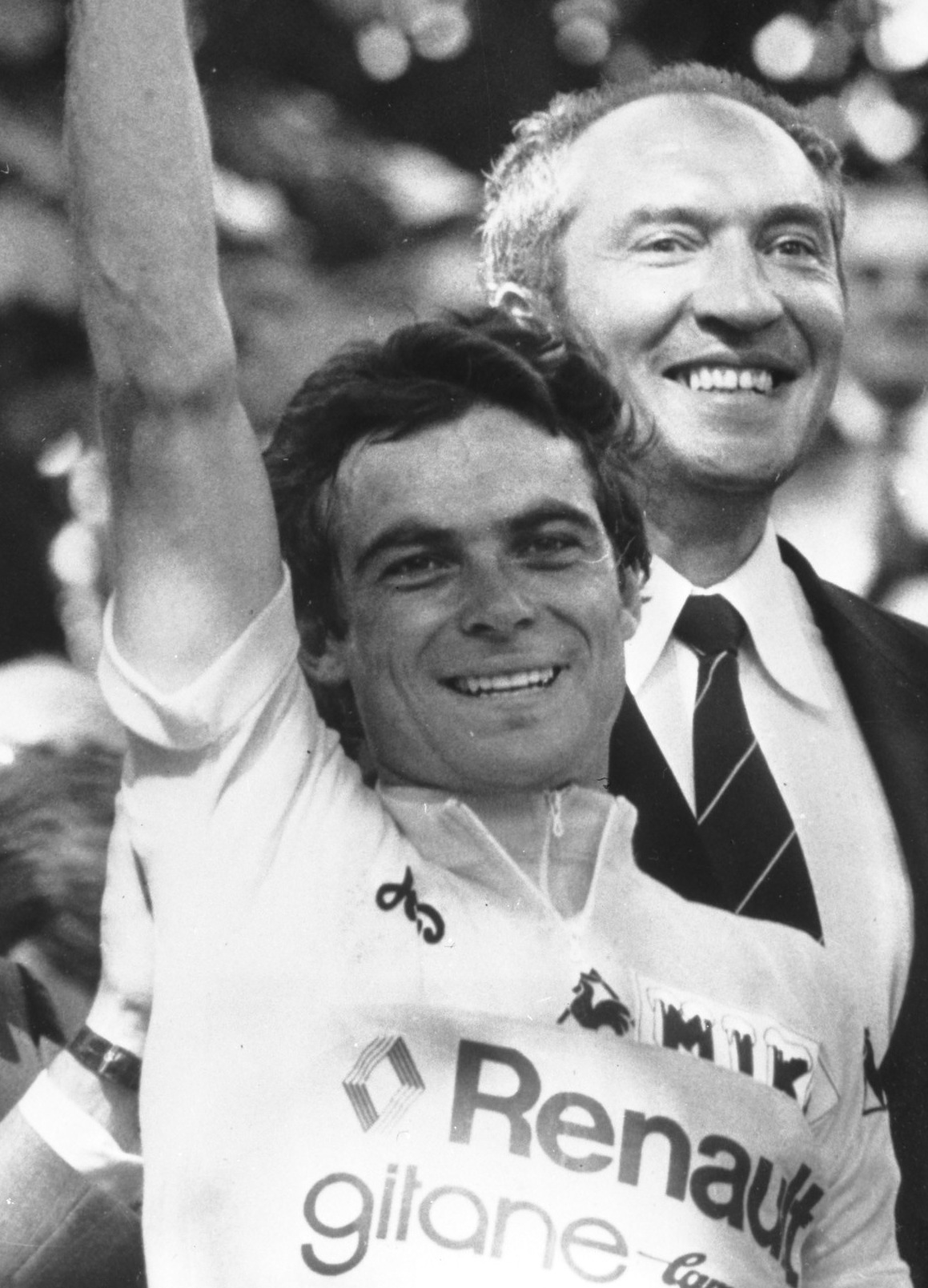
Bernard Hinault, ganador de la carrera, sufrió un importante desgaste durante esta Vuelta. El ciclista francés recayó de una lesión en las últimas etapas que le impidió participar en el Tour de Francia, que había ganado el año anterior.

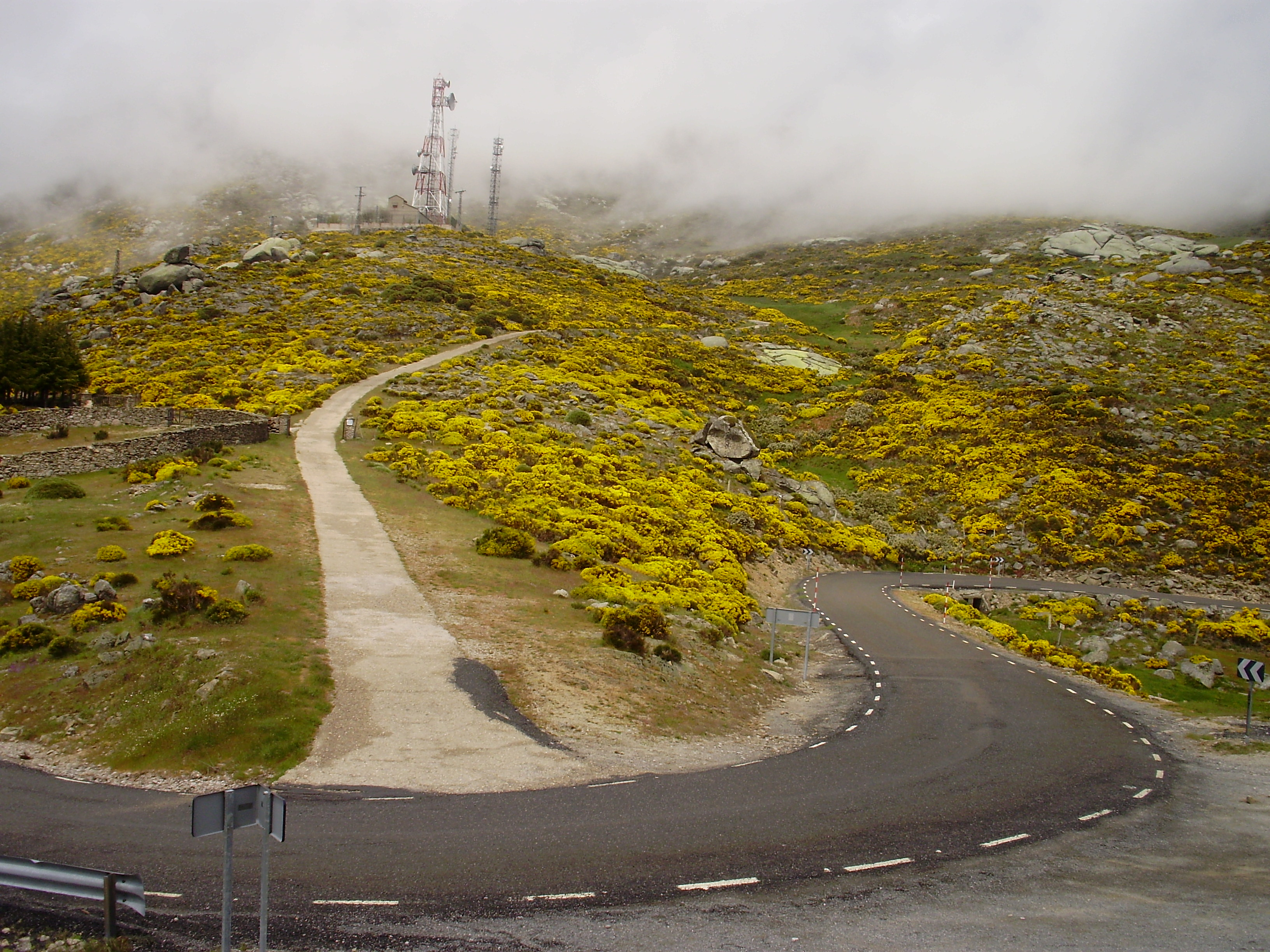
El puerto de Serranillos, en la provincia de Ávila, donde Hinault llevó a cabo el demoledor ataque con el que sentenció la Vuelta de 1983. La etapa de la Sierra de Gredos está considerada una de las más espectaculares de la historia de la Vuelta.

La carrera comenzó con el prólogo, una contrarreloj individual por las calles de Almusafes de 6,8 km en la que ganó contra pronóstico el joven francés Dominique Gaigne, que se convirtió en primer líder de la Vuelta. El italiano Giuseppe Saronni, uno de los favoritos para adjudicarse la etapa, sufrió una caída sin consecuencias durante la misma. Las tres primeras etapas, consideradas de transición, depararon los triunfos de Juan Fernández, que se adelantó al grupo de favoritos en la llegada a Cuenca; Eric Vanderaerden, que se impuso al esprint en Teruel; y Giuseppe Petito, que se impuso también en la llegada masiva a San Carlos de la Rápita. Gaigne se mantuvo como líder durante estas etapas.
El 23 de abril la Vuelta llegó a San Quirce del Vallés, donde Laurent Fignon se impuso a sus dos compañeros de escapada, Marino Lejarreta y Antonio Coll, aventajando en unos segundos al pelotón.
La 5.ª etapa significó el primer contacto de la Vuelta con la alta montaña, en una jornada con cuatro puertos, y dio lugar al inicio de las hostilidades entre los favoritos. La llegada final a Castellar de Nuch, en un puerto clasificado de 1.ª categoría, representó una importante criba entre los aspirantes al triunfo. El escalador Alberto Fernández entró vencedor en la meta tras dejar atrás unos metros a un grupo formado por Bernard Hinault, Marino Lejarreta, Reimund Dietzen y Pedro Muñoz. Hinault se vistió con el maillot amarillo como líder de la carrera, desbancando a su compañero de equipo Dominique Gaigne.
Al día siguiente se produjo la llegada de la carrera a los Pirineos, disputándose una de las etapas más duras de la prueba, entre La Pobla de Lillet (Barcelona) y Viella (Lérida) con 235 km y tres puertos de montaña que incluían el alto de La Bonaigua a 23 km de la meta. Tras una etapa espectacular y en unas pésimas condiciones meteorológicas, el vizcaíno Marino Lejarreta logró un épico triunfo en la meta de Viella sobre Alberto Fernández, Julián Gorospe y Pedro Delgado. Lejarreta se colocó como líder al conseguir 42 segundos de ventaja sobre Bernard Hinault en esta etapa.
La 7.ª etapa, con llegada a Sabiñánigo, sufrió una neutralización de 84 km debido a las condiciones meteorológicas a la salida del túnel de Viella, donde estaba nevando. El triunfo fue para Jesús Suárez Cueva, tras anular una larga escapada de José Luis López Cerrón, que marchó en solitario la mayor parte de la etapa. Al día siguiente, se disputó una dura cronoescalada de 38 km al Balneario de Panticosa, en la que se impuso de forma brillante el líder Marino Lejarreta, aventajando en 10 segundos a Alberto Fernández y en 33 a Julián Gorospe. Hinault quedó 9.º en la etapa a 2 min 13 s, y fue considerado el gran derrotado de la jornada.
La carrera abandonó los Pirineos con Marino Lejarreta como líder, seguido en la clasificación general por Julián Gorospe a 33 segundos y Alberto Fernández a 35. Entre los favoritos, Hinault era 6.º a 2 min 35 s, Hennie Kuiper 8.º a 3 min 41 s y Saronni 24.º a 13 min 57 s del líder.

### Etapas de transición
A pesar de que las cuatro etapas siguientes eran consideradas poco propicias para las sorpresas, durante las mismas se produjeron dos cambios de líder. En la 9.ª llegó el primer gran triunfo de Giuseppe Saronni, al imponerse con autoridad en la llegada al casino Montes Blancos de Alfajarín. Al día siguiente, en la etapa entre Zaragoza y Soria, Lejarreta perdió el liderato en beneficio de Julián Gorospe, tras verse afectado por un corte en el pelotón provocado por el aire y un ataque de los equipos Renault y Aernoudt que le supuso perder 2 min 39 s sobre el grupo de favoritos. La etapa la volvió a ganar Saronni. Poco le duró el maillot amarillo a Gorospe, una de las grandes promesas del ciclismo español, que lo perdió en la llegada a Logroño tras un nuevo corte en el pelotón que le relegó a entrar en un segundo grupo. La victoria de etapa fue para Eric Vanderaerden, y el liderato recayó en Alberto Fernández, que de esta forma se vestía por primera vez de amarillo en esta edición de la Vuelta.
La etapa 12.º entre Logroño y Burgos, de 147 km, era considerada un mero trámite, pues transcurría por un terreno completamente llano y precedía a la temida subida a Lagos de Covadonga del día siguiente. Así se lo tomaron los corredores, que llegaron en grupo compacto a la meta, donde venció el velocista belga Noël Dejonckheere, que se impuso a sus compatriotas Guido Van Calster y Eric Vanderaerden.
Tras estas etapas de transición, Alberto Fernández llegó como líder a la fase decisiva de la carrera, con una ventaja de 8 s sobre Julián Gorospe. 3.º era Hinault a 1 min 56 s, 4.º Marino Lejarreta a 2 min y 5.º Hennie Kuiper a 3 min 16 s.

### Resolución
La semana decisiva de la Vuelta comenzó el 2 de mayo, con la esperada etapa entre Aguilar de Campoo y la llegada inédita a Lagos de Covadonga, de 188 km, con tres puertos de montaña, el alto del Pantano, el puerto del Pontón y la llegada final a Covadonga. Los protagonistas de la etapa fueron Carlos Machín y Rudy Pevenage, que llegaron escapados a pie de puerto. Fueron cazados durante el ascenso por Marino Lejarreta, que saltó de un grupo en que figuraban los primeros clasificados de la general, y logró presentarse en solitario en la meta, con una ventaja de más de un minuto sobre Hinault, quien a su vez sacó unos metros de ventaja sobre Alberto Fernández, Julián Gorospe y Pedro Muñoz. Alberto Fernández conservó el maillot amarillo, aunque la etapa significó la confirmación de Lejarreta, que recuperó sus aspiraciones de lograr el triunfo final.
Al día siguiente, se disputó una etapa muy competida entre Cangas de Onís y León, en la que llegó a la meta con una importante ventaja un grupo de escapados en el que figuraba Álvaro Pino, que aprovechó para lograr el liderato de la vuelta superando a su compañero de equipo Alberto Fernández. El triunfo parcial fue para Carlos Hernández, y Hinault atacó a sus rivales en el descenso del puerto de Pajares, logrando en meta medio minuto de ventaja respecto a sus competidores en la clasificación general. Tras la etapa, Alberto Fernández y Lejarreta cruzaron algunas palabras subidas de tono con Hinault y Giuseppe Saronni, a quien acusaron de haber ayudado descaradamente al francés.
La 15.ª etapa estaba compuesta por dos sectores: uno matinal entre León y Valladolid de 179 km en el que se impuso sin demasiadas incidencias Pascal Poisson, y por la tarde una contrarreloj de 22 km por las inmediaciones de la ciudad del Pisuerga. En esta cronometrada, Hinault logró un importante triunfo, consiguiendo amplias ventajas sobre Fernández, que perdió 1 min 24 s y Lejarreta, que cedió 1 min 51 s respecto al francés. Julián Gorospe fue segundo y se situó como líder tras la etapa, con 22 s de ventaja sobre Álvaro Pino y 1 min 6 s sobre Alberto Fernández y Bernard Hinault. Al día siguiente, 5 de mayo, el líder de la montaña José Luis Laguía logró la victoria en una etapa llana entre Valladolid y Salamanca, que se desarrolló sin demasiados movimientos en el pelotón.
La 17.ª etapa, de 216 km, en la cual se ascendieron cuatro puertos de la Sierra de Gredos (Peñanegra, El Pico, Serranillos y La Paramera) iba a resultar decisiva. La batalla fue planteada desde el principio de la etapa: durante los dos primeros puertos, los hombres del Renault marcaron un fuerte ritmo que fue minando la resistencia de los corredores. Ayudado por el joven Laurent Fignon, Hinault atacó en las duras rampas del tercero de la jornada, el puerto de Serranillos. En el descenso, y acompañado de Lejarreta, Vicente Belda, Guy Nulens y Claudio Bortolotto, Hinault tiró con fuerza hacia la última dificultad montañosa de la jornada, el alto de la Paramera, donde Nulens y Bortolotto quedaron descolgados. En la meta del velódromo de Ávila, Hinault se impuso a sus compañeros de escapada, Lejarreta y Belda, y se situó como líder sentenciando la carrera. Lejarreta, por su parte, alcanzó el segundo puesto de la clasificación general. El líder Julián Gorospe cedió  más de veinte minutos en la línea de meta, y Alberto Fernández más de tres.
La 18.ª etapa, entre Ávila y las Destilerías DYC en Palazuelos de Eresma, contaba con varios puertos en su recorrido, pero las fuerzas estaban ya justas y no se produjo ningún ataque reseñable entre los primeros de la clasificación. La victoria fue para Jesús Hernández Úbeda, del equipo Reynolds, tras una larga escapada de 194 km en solitario.
La Vuelta a España 1983 finalizó el 8 de mayo con la intrascendente etapa final entre Destilerías DYC y Madrid, de 135 km, con final en un circuito urbano en el paseo de la Castellana que sirvió como homenaje al hombre que había sentenciado la carrera dos días antes, el bretón Bernard Hinault. El triunfo en la etapa fue para el australiano Michael Wilson, que logró sorprender a los velocistas y presentarse en solitario en la línea de meta.
Hinault conseguía de esta forma su segunda victoria en la Vuelta a España en dos participaciones, tras su victoria en la edición de 1978, y no volvería a participar en la misma. Únicamente 59 de los 100 corredores que tomaron la salida en Almusafes finalizaron la carrera.

## Etapas
| Etapa   | Fecha       | Recorrido                                     | Tipo                   | Km        | Ganador               | Líder             |
| Prólogo | 19 de abril | Almusafes                                     | etapa contrarreloj     | 6,8 (CRI) | Dominique Gaigne      | Dominique Gaigne  |
| 1.ª     | 20 de abril | Almusafes-Cuenca                              | etapa escarpada        | 235       | Juan Fernández        | Dominique Gaigne  |
| 2.ª     | 21 de abril | Cuenca-Teruel                                 | etapa llana            | 152       | Eric Vanderaerden     | Dominique Gaigne  |
| 3.ª     | 22 de abril | Teruel-San Carlos de la Rápita                | etapa llana            | 241       | Giuseppe Petito       | Dominique Gaigne  |
| 4.ª     | 23 de abril | S. Carlos de la Rápita-San Quirce del Vallés  | etapa llana            | 192       | Laurent Fignon        | Dominique Gaigne  |
| 5.ª     | 24 de abril | San Quirce del Vallés-Castellar de Nuch       | etapa de montaña       | 195       | Alberto Fernández     | Bernard Hinault   |
| 6.ª     | 25 de abril | La Pobla de Lillet-Viella                     | etapa de montaña       | 235       | Marino Lejarreta      | Marino Lejarreta  |
| 7.ª     | 26 de abril | Lés-Sabiñánigo                                | etapa de media montaña | 137       | Jesús Suárez Cuevas   | Marino Lejarreta  |
| 8.ª     | 27 de abril | Sabiñánigo-Balneario de Panticosa             | cronoescalada          | 38 (CRI)  | Marino Lejarreta      | Marino Lejarreta  |
| 9.ª     | 28 de abril | Panticosa-Alfajarín                           | etapa llana            | 183       | Giuseppe Saronni      | Marino Lejarreta  |
| 10.ª    | 29 de abril | Zaragoza-Soria                                | etapa llana            | 134       | Giuseppe Saronni      | Julián Gorospe    |
| 11.ª    | 30 de abril | Soria-Logroño                                 | etapa llana            | 135       | Eric Vanderaerden     | Alberto Fernández |
| 12.ª    | 1 de mayo   | Logroño-Burgos                                | etapa llana            | 147       | Noël Dejonckheere     | Alberto Fernández |
| 13.ª    | 2 de mayo   | Aguilar de Campoo-Lagos de Covadonga          | etapa de montaña       | 188       | Marino Lejarreta      | Alberto Fernández |
| 14.ª    | 3 de mayo   | Cangas de Onís-León                           | etapa de media montaña | 185       | Carlos Hernández      | Álvaro Pino       |
| 15.ªa   | 4 de mayo   | León-Valladolid                               | etapa llana            | 134       | Pascal Poisson        | Álvaro Pino       |
| 15.ªb   | 4 de mayo   | Valladolid                                    | etapa contrarreloj     | 22 (CRI)  | Bernard Hinault       | Julián Gorospe    |
| 16.ª    | 5 de mayo   | Valladolid-Salamanca                          | etapa llana            | 162       | José Luis Laguía      | Julián Gorospe    |
| 17.ª    | 6 de mayo   | Salamanca-Ávila                               | etapa de montaña       | 216       | Bernard Hinault       | Bernard Hinault   |
| 18.ª    | 7 de mayo   | Ávila-Palazuelos de Eresma (Destilerías Dyc)  | etapa escarpada        | 204       | Jesús Hernández Úbeda | Bernard Hinault   |
| 19.ª    | 8 de mayo   | Palazuelos de Eresma (Destilerías Dyc)-Madrid | etapa llana            | 135       | Michael Wilson        | Bernard Hinault   |

## Clasificaciones finales
En esta edición de la Vuelta a España se diputaron siete clasificaciones que se saldaron con los siguientes resultados:

### Clasificación general
| Posición | Ciclista          | Equipo          | Tiempo           |
| -------- | ----------------- | --------------- | ---------------- |
|          | Bernard Hinault   | Renault         | 94 h 28 min 26 s |
| 2.       | Marino Lejarreta  | Alfa Lum        | + 01 min 12 s    |
| 3.       | Alberto Fernández | Zor             | + 03 min 58 s    |
| 4.       | Álvaro Pino       | Zor             | + 05 min 09 s    |
| 5.       | Hennie Kuiper     | Aernoudt-Rossin | + 10 min 26 s    |
| 6.       | Eduardo Chozas    | Zor             | + 11 min 11 s    |
| 7.       | Laurent Fignon    | Renault         | + 11 min 27 s    |
| 8.       | Pedro Muñoz       | Zor             | + 12 min 25 s    |
| 9.       | Vicente Belda     | Kelme           | + 13 min 28 s    |
| 10.      | Faustino Rupérez  | Zor             | + 13 min 36 s    |

### Clasificación por puntos
| Posición | Ciclista         | Equipo   | Puntos |
| -------- | ---------------- | -------- | ------ |
|          | Marino Lejarreta | Alfa Lum | 188    |
| 2        | Bernard Hinault  | Renault  | 162    |
| 3        | Laurent Fignon   | Renault  | 149    |

### Clasificación de la montaña
| Posición | Ciclista          | Equipo   | Puntos |
| -------- | ----------------- | -------- | ------ |
|          | José Luis Laguía  | Reynolds | 123    |
| 2        | Fiorenzo Aliverti | Alfa Lum | 64     |
| 3        | Marino Lejarreta  | Alfa Lum | 56     |

### Clasificación de las metas volantes
| Posición | Ciclista        | Equipo          | Puntos |
| -------- | --------------- | --------------- | ------ |
|          | Sabino Angoitia | Hueso           | 27     |
| 2        | Henri Manders   | Aernoudt-Rossin | 12     |
| 3        | Michael Wilson  | Alfa Lum        | 10     |

### Clasificación de los sprints especiales
| Posición | Ciclista      | Equipo | Puntos |
| -------- | ------------- | ------ | ------ |
|          | Carlos Machín | Hueso  | -      |

### Clasificación de los españoles
| Posición | Ciclista          | Equipo   | Tiempo           |
| -------- | ----------------- | -------- | ---------------- |
|          | Marino Lejarreta  | Alfa Lum | 94 h 29 min 38 s |
| 2.       | Alberto Fernández | Zor      | + 02 min 46 s    |
| 3.       | Álvaro Pino       | Zor      | + 03 min 57 s    |

### Clasificación por equipos
| Posición | Equipo  | Tiempo            |
| -------- | ------- | ----------------- |
| 1        | Zor     | 283 h 05 min 31 s |
| 2        | Renault | + 16 min 31 s     |
| 3        | Kelme   | + 54 min 21 s     |

### Citas
1. 1 2 3 4  Web oficial de la Vuelta a España. «Año 1983. Ficha». Archivado desde el original el 16 de agosto de 2018. Consultado el 24 de febrero de 2018.
2. 1 2  «El Tour-83 será distinto por la ausencia de Hinault». El País. Consultado el 8 de febrero de 2018.
3. 1 2 3  Canto, Enrique (19 de abril de 1983). «Hinault y Saronni relanzan la Vuelta Ciclista a España». La Vanguardia.  p. 38.
4. 1 2  Cudeiro, p. 187
5. ↑  Cudeiro, p. 188
6. 1 2 3  Tarín Alonso, Manuel (9 de mayo de 1983.). «La vuelta de la Vuelta». El Mundo Deportivo.  p. 36.
7. 1 2 3  Gutiérrez, Juan. «Marino Lejarreta inauguró los ‘Lagos de Hinault’». As. Consultado el 24 de febrero de 2018.
8. 1 2 3  Pereda, Marcos.  Público, ed. «Hinault, Serranillos, Mito». Consultado el 8 de febrero de 2018.
9. 1 2 3  «Azul y negro, el 'loco' grupo que publicó el primer CD español y revolucionó la Vuelta». El Confidencial. Consultado el 12 de febrero de 2018.
10. 1 2 3  ABC (ed.). «Hinault ganó al final sin recibir ataques serios en la última etapa». Consultado el 18 de febrero de 2018.
11. ↑  «Historia de la Vuelta a España». As. Consultado el 24 de febrero de 2018.
12. 1 2  «La Vuelta». ABC. 10 de mayo de 1981.  p. 22.
13. ↑  Arribas, Carlos. «La Vuelta que no ganó Arroyo». El País. Consultado el 18 de febrero de 2018.
14. ↑  Paradinas, Juan José. «La Vuelta Ciclista a España costará más de 90 millones de pesetas». El País. Consultado el 24 de febrero de 2018.
15. 1 2 3 4  González, José Damián. «El francés Gaigne, primer líder en la etapa prólogo». El País. Consultado el 18 de febrero de 2018.
16. 1 2 3 4 5 6 7  Frías, Manuel (18 de abril de 1983). «Hinault-Saronni, el duelo esperado en la Vuelta a España que mañana comienza». ABC.  pp. 44, 45.
17. ↑  «El gran negocio de las retransmisiones deportivas». El País. Consultado el 24 de febrero de 2018.
18. 1 2 3  González, José Damián. «Marino Lejarreta nuevo líder tras vencer en Viella». El País. Consultado el 18 de febrero de 2018.
19. ↑  «1983: el nacimiento de los Lagos». 20minutos. Consultado el 24 de febrero de 2018.
20. 1 2  Pérez Ornia, José Ramón. «TVE transmitirá en directo todos los finales de etapa de la Vuelta Ciclista». El País. Consultado el 24 de febrero de 2018.
21. ↑  Dalmases, Javier (19 de abril de 1983.). «Ya rueda la "Súper-Vuelta-83".». El Mundo Deportivo.  p. 21.
22. ↑  Canto, Enrique (19 de abril de 1983). «Hinault, Saronni y pocos más». La Vanguardia.  p. 53.
23. ↑  Robles, José María. «30 años del primer CD en España: reivindicación de Azul y Negro». El Mundo. Consultado el 12 de febrero de 2018.
24. ↑  Domínguez, Moisés.  Levante, ed. «Las bandas sonoras de la Vuelta ciclista». Consultado el 12 de febrero de 2018.
25. ↑  Azul y Negro (web oficial). «Cap.6 - Digital (1983)». Consultado el 12 de febrero de 2018.
26. ↑  Los40.com. «El Número 1 el día que naciste». Consultado el 12 de febrero de 2018.
27. ↑  Web Oficial de la Vuelta a España. «Año 1983. Los corredores». Archivado desde el original el 16 de agosto de 2018. Consultado el 24 de febrero de 2018.
28. 1 2  González, José Damián.  El País, ed. «Tercer triunfo de Marino Lejarreta en montaña». Consultado el 18 de febrero de 2018.
29. ↑  «La masacre de Serranillos que coronó al campeón Hinault». As. Consultado el 18 de febrero de 2018.
30. ↑  ABC. «Juan Fernández ganó unos segundos a Hinault y Kuiper en Cuenca». Consultado el 18 de febrero de 2018.
31. ↑  «El aguanieve, el granizo y el viento, no lograron disgregar el pelotón». ABC. Consultado el 18 de febrero de 2018.
32. 1 2  «La etapa más larga acabó con otro "sprint" masivo, que ganó Petito.». ABC. Consultado el 18 de febrero de 2018.
33. 1 2  González, José Damián. «Victoria del francés Fignon que se aprovechó del esfuerzo de Marino Lejarreta». El País. Consultado el 24 de febrero de 2018.
34. 1 2 3  «Hinault, nuevo líder tras la etapa de ayer ganada por Alberto Fernández». ABC. Consultado el 18 de febrero de 2018.
35. ↑  González, José Damián. «López Cerrón, cazado al final de su larga escapada». El País. Consultado el 18 de febrero de 2018.
36. 1 2  «El ciclismo español copó los primeros lugares en la subida a Panticosa». ABC. Consultado el 18 de febrero de 2018.
37. ↑  González, José Damian. «Fracaso de Hinault en la contrarreloj de Panticosa». El País. Consultado el 8 de febrero de 2018.
38. ↑  «Saronni demostró su categoría, aunque sólo arañó ocho segundos a Lejarreta». ABC. Consultado el 18 de febrero de 2018.
39. 1 2  González, José Damián. «Gorospe, nuevo líder tras descolgarse Lejarreta». El País. Consultado el 18 de febrero de 2018.
40. ↑  González, José Damian. «Alberto Fernández quitó el liderato a Julián Gorospe». El País. Consultado el 8 de febrero de 2018.
41. 1 2  ABC (ed.). «El belga De Jonckheere venció al "sprint" en una etapa de transición». Consultado el 18 de febrero de 2018.
42. ↑  Rivas, Jon.  El Mundo, ed. «Emboscada en Covadonga». Consultado el 18 de febrero de 2018.
43. 1 2  ABC (ed.). «Lejarreta dio un recital de potencia en la subida a los lagos asturianos». Consultado el 18 de febrero de 2018.
44. ↑  González, José Damián.  El País, ed. «Álvaro Pino, nuevo líder tras un gran ataque del Zor». Consultado el 8 de febrero de 2018.
45. ↑  El Mundo Deportivo (edición impresa), ed. (4 de mayo de 1983). «Hinault, aliado con Saronni, restó otros 28 segundos a Alberto».  p. 28
46. ↑  González, José Damián.  El País, ed. «Hinault ganó la contra reloj, pero Gorospe se puso de líder». Consultado el 8 de febrero de 2018.
47. ↑  ABC (ed.). «Hinault ganó contra el reloj y Gorospe recuperó el liderato». Consultado el 18 de febrero de 2018.
48. 1 2  ABC (ed.). «Los espectadores intentaron agredir a Hinault en la salida de Valladolid». Consultado el 18 de febrero de 2018.
49. ↑  González, José Damián.  El País, ed. «Laguía, líder de la montaña, ganó una etapa llana». Consultado el 18 de febrero de 2018.
50. 1 2  González, José Damián.  El País, ed. «Hinault ganó, la etapa, el liderato y casi la carrera». Consultado el 8 de febrero de 2018.
51. ↑  González, José Damián.  El País, ed. «Ubeda ganó tras una escapada de 194 kilómetros». Consultado el 18 de febrero de 2018.
52. ↑  Ciclismo a fondo (ed.). «25 momentos estelares de Bernard Hinault». Consultado el 24 de febrero de 2018.
53. ↑  El Mundo Deportivo (edición impresa), ed. (9 de mayo de 1983.). «Vuelta'83. Clasificaciones oficiales».  p. 35

### Ediciones impresas
- El Mundo Deportivo: Hemeroteca
- ABC: Hemeroteca
- La Vanguardia: Hemeroteca